# Tetraponera lacrimarum
Tetraponera lacrimarum é uma espécie de formiga do gênero Tetraponera, pertencente à subfamília Pseudomyrmecinae.